# الکساندر انیمالو
الکساندر انیمالو (انگلیسی: Alexander Animalu؛ زاده ۲۸ اوت ۱۹۳۸) یک دانشمند است.